# Ginette Durocher
Pour les articles homonymes, voir Durocher.
Ginette Durocher est une femme politique québécoise. Fondatrice de la coalition panquébécoise des citoyens contre les fusions forcées, elle est connue pour sa lutte contre les fusions forcées menées par les gouvernements de Lucien Bouchard et Bernard Landry.

## Biographie
Elle s'engage tôt dans le mouvement d'opposition. Durocher signe des pamphlets, des articles de journaux et réalise plusieurs entrevues à la télévision pour demander l'indépendance politique des villes annexées. 
Personnalité controversée, elle participe à la défusion partielle de Saint-Bruno-de-Montarville, ainsi que plusieurs dizaines d'autres villes à travers le Québec. 
Candidate à la nouvelle mairie, elle est défaite par l'ex-président de la régie du cinéma, Claude Benjamin. Durocher poursuit néanmoins sa lutte contre le conseil d'agglomération de Longueuil, qui détient 80 % du pouvoir démocratique  sur la Rive-Sud de Montréal depuis la promulgation de la loi 9. 